# Coppa del Mondo di biathlon 1994
La Coppa del Mondo di biathlon 1994 fu la diciassettesima edizione della manifestazione, organizzata per la prima volta dall'Unione Internazionale Biathlon dopo la separazione della federazione dall'Unione Internazionale del Pentathlon Moderno e Biathlon; ebbe inizio il 9 dicembre 1993 a Bad Gastein, in Austria, e si concluse il 20 marzo 1994 a Canmore, in Canada. Nel corso della stagione si tennero a Lillehammer i XVII Giochi olimpici invernali e a Canmore i Campionati mondiali di biathlon 1994, validi anche ai fini della Coppa del Mondo, il cui calendario non contemplò dunque interruzioni.
In campo maschile furono disputate 14 gare individuali e 7 a squadre in 7 diverse località; il francese Patrice Bailly-Salins si aggiudicò la coppa di cristallo, il trofeo assegnato al vincitore della classifica generale. Non vennero stilate classifiche di specialità; Mikael Löfgren era il detentore uscente della Coppa generale.
In campo femminile furono disputate 14 gare individuali e 8 a squadre in 7 diverse località; la bielorussa Svjatlana Paramyhina si aggiudicò la coppa di cristallo. Non vennero stilate classifiche di specialità; Anfisa Rezcova era la detentrice uscente della Coppa generale.

## Uomini

### Risultati
| Data                                 | Località    | Nazione  | Spec. | Primo                                                                         | Secondo                                                                        | Terzo                                                                        |
| ------------------------------------ | ----------- | -------- | ----- | ----------------------------------------------------------------------------- | ------------------------------------------------------------------------------ | ---------------------------------------------------------------------------- |
| 9 dicembre 1993                      | Bad Gastein | Austria  | IN    | Sergej Tarasov                                                                | Ricco Groß                                                                     | Tomasz Sikora                                                                |
| 11 dicembre 1993                     | Bad Gastein | Austria  | SP    | Patrice Bailly-Salins                                                         | Vesa Hietalahti                                                                | Valerij Kirienko                                                             |
| 12 dicembre 1993                     | Bad Gastein | Austria  | RL    | Bielorussia Igor' Chochrjakov Vadzim Sašuryn Aleh Ryžankoŭ Aljaksandr Papoŭ   | Francia Thierry Dusserre Patrice Bailly-Salins Christian Dumont Hervé Flandin  | Germania Ricco Groß Frank Luck Mark Kirchner Jens Steinigen                  |
| 16 dicembre 1993                     | Pokljuka    | Slovenia | IN    | Patrice Bailly-Salins                                                         | Sergej Čepikov                                                                 | Valerij Kirienko                                                             |
| 18 dicembre 1993                     | Pokljuka    | Slovenia | SP    | Viktor Majgurov                                                               | Sven Fischer                                                                   | Aljaksandr Papoŭ                                                             |
| 19 dicembre 1993                     | Pokljuka    | Slovenia | RL    | Germania Peter Sendel Frank Luck Mark Kirchner Sven Fischer                   | Francia Thierry Dusserre Patrice Bailly-Salins Gilles Marguet Christian Dumont | Italia Patrick Favre Johann Passler Wilfried Pallhuber Andreas Zingerle      |
| 13 gennaio 1994                      | Ruhpolding  | Germania | IN    | Patrice Bailly-Salins                                                         | Viktor Majgurov                                                                | Andreas Zingerle                                                             |
| 15 gennaio 1994                      | Ruhpolding  | Germania | SP    | Patrick Favre                                                                 | Petr Garabík                                                                   | Aleh Ryžankoŭ                                                                |
| 16 gennaio 1994                      | Ruhpolding  | Germania | RL    | Francia Thierry Dusserre Patrice Bailly-Salins Lionel Laurent Hervé Flandin   | Italia Patrick Favre Johann Passler Pieralberto Carrara Hubert Leitgeb         | Germania Jens Steinigen Frank Luck Mark Kirchner Sven Fischer                |
| 20 gennaio 1994                      | Anterselva  | Italia   | IN    | Sven Fischer                                                                  | Patrick Favre                                                                  | Frank Luck                                                                   |
| 22 gennaio 1994                      | Anterselva  | Italia   | SP    | Frank Luck                                                                    | Pieralberto Carrara                                                            | Sergej Tarasov                                                               |
| 23 gennaio 1994                      | Anterselva  | Italia   | RL    | Russia Valerij Medvedcev Valerij Kirienko Sergej Tarasov Sergej Čepikov       | Germania Ricco Groß Frank Luck Mark Kirchner Sven Fischer                      | Svezia Ulf Johansson Per Brandt Leif Andersson Fredrik Kuoppa                |
| XVII Giochi olimpici invernali       |             |          |       |                                                                               |                                                                                |                                                                              |
| 20 febbraio 1994                     | Lillehammer | Norvegia | IN    | Sergej Tarasov                                                                | Frank Luck                                                                     | Sven Fischer                                                                 |
| 23 febbraio 1994                     | Lillehammer | Norvegia | SP    | Sergej Čepikov                                                                | Ricco Groß                                                                     | Sergej Tarasov                                                               |
| 26 febbraio 1994                     | Lillehammer | Norvegia | RL    | Germania Ricco Groß Frank Luck Mark Kirchner Sven Fischer                     | Russia Valerij Kirienko Vladimir Dračëv Sergej Tarasov Sergej Čepikov          | Francia Thierry Dusserre Patrice Bailly-Salins Lionel Laurent Hervé Flandin  |
| 10 marzo 1994                        | Hinton      | Canada   | IN    | Wilfried Pallhuber                                                            | Valerij Kirienko                                                               | Frank Luck                                                                   |
| 12 marzo 1994                        | Hinton      | Canada   | SP    | Sven Fischer                                                                  | Vladimir Dračëv                                                                | Frank Luck                                                                   |
| 13 marzo 1994                        | Hinton      | Canada   | RL    | Italia Patrick Favre Hubert Leitgeb Pieralberto Carrara Andreas Zingerle      | Germania Ricco Groß Frank Luck Mark Kirchner Sven Fischer                      | Francia Gilles Marguet Patrice Bailly-Salins Thierry Dusserre Hervé Flandin  |
| 16 marzo 1994                        | Canmore     | Canada   | RL    | Russia Aleksej Kobelev Vladimir Dračëv Sergej Tarasov Aleksandr Tropnikov     | Bielorussia Viktor Majgurov Aleh Ryžankoŭ Aljaksandr Papoŭ Vadzim Sašuryn      | Italia Patrick Favre Wilfried Pallhuber Pieralberto Carrara Andreas Zingerle |
| 17 marzo 1994                        | Canmore     | Canada   | IN    | Hubert Leitgeb                                                                | Vadzim Sašuryn                                                                 | Jon Åge Tyldum                                                               |
| 19 marzo 1994                        | Canmore     | Canada   | SP    | Sylfest Glimsdal                                                              | Viktor Majgurov                                                                | Patrice Bailly-Salins                                                        |
| Campionati mondiali di biathlon 1994 |             |          |       |                                                                               |                                                                                |                                                                              |
| 20 marzo 1994                        | Canmore     | Canada   | TM    | Italia Pieralberto Carrara Hubert Leitgeb Andreas Zingerle Wilfried Pallhuber | Russia Vladimir Dračëv Aleksej Kobelev Valerij Kirienko Sergej Tarasov         | Germania Jens Steinigen Marco Morgenstern Peter Sendel Steffen Hoos          |

Legenda:

IN = individuale

SP = sprint

RL = staffetta

TM = gara a squadre

### Classifiche

#### Generale
| Pos. | Nome                  | Nazione     | Punti |
| ---- | --------------------- | ----------- | ----- |
| 1    | Patrice Bailly-Salins | Francia     | 193   |
| 2    | Sven Fischer          | Germania    | 191   |
| 3    | Frank Luck            | Germania    | 163   |
| 4    | Valerij Kirienko      | Russia      | 147   |
| 5    | Wilfried Pallhuber    | Italia      | 142   |
| 5    | Ricco Groß            | Germania    | 142   |
| 7    | Sergej Tarasov        | Russia      | 141   |
| 8    | Viktor Majgurov       | Bielorussia | 137   |
| 9    | Andreas Zingerle      | Italia      | 136   |
| 10   | Vladimir Dračëv       | Russia      | 113   |

#### Individuale
| Pos. | Nome                  | Nazione  | Punti |
| ---- | --------------------- | -------- | ----- |
| 1    | Patrice Bailly-Salins | Francia  | 96    |
| 2    | Sven Fischer          | Germania | 93    |
| 3    | Ricco Groß            | Germania | 88    |
| 4    | Valerij Kirienko      | Russia   | 86    |
| 5    | Frank Luck            | Germania | 85    |

#### Sprint
| Pos. | Nome                  | Nazione     | Punti |
| ---- | --------------------- | ----------- | ----- |
| 1    | Sven Fischer          | Germania    | 98    |
| 2    | Patrice Bailly-Salins | Francia     | 97    |
| 3    | Viktor Majgurov       | Bielorussia | 87    |
| 4    | Vladimir Dračëv       | Russia      | 84    |
| 5    | Frank Luck            | Germania    | 78    |

#### Staffetta
| Pos. | Nazione     | Punti |
| ---- | ----------- | ----- |
| 1    | Germania    | 106   |
| 2    | Francia     | 106   |
| 3    | Italia      | 104   |
| 4    | Russia      | 102   |
| 5    | Bielorussia | 99    |

#### Nazioni
| Pos. | Nazione     | Punti |
| ---- | ----------- | ----- |
| 1    | Germania    | 3737  |
| 2    | Russia      | 3681  |
| 3    | Italia      | 3643  |
| 4    | Bielorussia | 3528  |
| 5    | Francia     | 3513  |

## Donne

### Risultati
| Data                                 | Località    | Nazione  | Spec. | Prima                                                                                     | Seconda                                                                             | Terza                                                                             |
| ------------------------------------ | ----------- | -------- | ----- | ----------------------------------------------------------------------------------------- | ----------------------------------------------------------------------------------- | --------------------------------------------------------------------------------- |
| 9 dicembre 1993                      | Bad Gastein | Austria  | IN    | Nathalie Santer                                                                           | Nadija Bill'ova                                                                     | Simone Greiner-Petter-Memm                                                        |
| 11 dicembre 1993                     | Bad Gastein | Austria  | SP    | Nathalie Santer                                                                           | Hildegunn Mikkelsplass                                                              | Gunn Margit Andreassen                                                            |
| 12 dicembre 1993                     | Bad Gastein | Austria  | RL    | Norvegia Elin Kristiansen Annette Sikveland Gunn Margit Andreassen Hildegunn Mikkelsplass | Rep. Ceca Jana Kulhavá Jiřina Pelcová Iveta Knižová Eva Háková                      | Francia Delphyne Heymann Emmanuelle Claret Véronique Claudel Anne Briand          |
| 16 dicembre 1993                     | Pokljuka    | Slovenia | IN    | Anne Briand                                                                               | Natal'ja Snytina                                                                    | Nathalie Santer                                                                   |
| 18 dicembre 1993                     | Pokljuka    | Slovenia | SP    | Elin Kristiansen                                                                          | Anne Elvebakk                                                                       | Nathalie Santer                                                                   |
| 19 dicembre 1993                     | Pokljuka    | Slovenia | RL    | Bielorussia Iryna Kakueva Natal'ja Permjakova Natallja Ryžankova Svjatlana Paramyhina     | Norvegia Elin Kristiansen Annette Sikveland Anne Elvebakk Hildegunn Mikkelsplass    | Francia Corinne Niogret Véronique Claudel Delphyne Heymann Anne Briand            |
| 13 gennaio 1994                      | Ruhpolding  | Germania | IN    | Emmanuelle Claret                                                                         | Svjatlana Paramyhina                                                                | Corinne Niogret                                                                   |
| 15 gennaio 1994                      | Ruhpolding  | Germania | SP    | Svjatlana Paramyhina                                                                      | Nathalie Santer                                                                     | Nadežda Talanova                                                                  |
| 16 gennaio 1994                      | Ruhpolding  | Germania | RL    | Francia Corinne Niogret Véronique Claudel Delphyne Heymann Anne Briand                    | Germania Uschi Disl Simone Greiner-Petter-Memm Antje Harvey Petra Behle             | Russia Ol'ga Simušina Anfisa Rezcova Natal'ja Snytina Luiza Noskova               |
| 20 gennaio 1994                      | Anterselva  | Italia   | IN    | Anne Briand                                                                               | Ljubov' Beljakova                                                                   | Uschi Disl                                                                        |
| 22 gennaio 1994                      | Anterselva  | Italia   | SP    | Svjatlana Paramyhina                                                                      | Antje Harvey                                                                        | Ol'ga Simušina                                                                    |
| 23 gennaio 1994                      | Anterselva  | Italia   | RL    | Germania Uschi Disl Petra Behle Simone Greiner-Petter-Memm Antje Harvey                   | Norvegia Ann-Elen Skjelbreid Annette Sikveland Anne Elvebakk Hildegunn Mikkelsplass | Francia Corinne Niogret Véronique Claudel Delphyne Heymann Anne Briand            |
| XVII Giochi olimpici invernali       |             |          |       |                                                                                           |                                                                                     |                                                                                   |
| 18 febbraio 1994                     | Lillehammer | Norvegia | IN    | Myriam Bédard                                                                             | Anne Briand                                                                         | Uschi Disl                                                                        |
| 23 febbraio 1994                     | Lillehammer | Norvegia | SP    | Myriam Bédard                                                                             | Svjatlana Paramyhina                                                                | Valentyna Cerbe-Nesina                                                            |
| 25 febbraio 1994                     | Lillehammer | Norvegia | RL    | Russia Nadežda Talanova Natal'ja Snytina Luiza Noskova Anfisa Rezcova                     | Germania Uschi Disl Antje Harvey Simone Greiner-Petter-Memm Petra Behle             | Francia Corinne Niogret Véronique Claudel Delphyne Heymann Anne Briand            |
| 10 marzo 1994                        | Hinton      | Canada   | IN    | Svjatlana Paramyhina                                                                      | Véronique Claudel                                                                   | Anne Briand                                                                       |
| 12 marzo 1994                        | Hinton      | Canada   | SP    | Svjatlana Paramyhina                                                                      | Véronique Claudel                                                                   | Uschi Disl                                                                        |
| 13 marzo 1994                        | Hinton      | Canada   | RL    | Germania Uschi Disl Petra Behle Simone Greiner-Petter-Memm Antje Harvey                   | Francia Nathalie Beausire Véronique Claudel Emmanuelle Claret Anne Briand           | Norvegia Ann-Elen Skjelbreid Åsle Idland Anne Elvebakk Annette Sikveland          |
| Campionati mondiali di biathlon 1994 |             |          |       |                                                                                           |                                                                                     |                                                                                   |
| 15 marzo 1994                        | Canmore     | Canada   | TM    | Bielorussia Natal'ja Permjakova Natallja Ryžankova Iryna Kakueva Svjatlana Paramyhina     | Norvegia Ann Elen Skjelbreid Åse Idland Annette Sikveland Hildegunn Mikkelsplass    | Francia Emmanuelle Claret Nathalie Beausire Corinne Niogret Véronique Claudel     |
| 17 marzo 1994                        | Canmore     | Canada   | IN    | Uschi Disl                                                                                | Myriam Bédard                                                                       | Nathalie Santer                                                                   |
| 19 marzo 1994                        | Canmore     | Canada   | SP    | Nadežda Talanova                                                                          | Svjatlana Paramyhina                                                                | Nathalie Santer                                                                   |
| 20 marzo 1994                        | Canmore     | Canada   | RL    | Germania Uschi Disl Petra Behle Simone Greiner-Petter-Memm Antje Harvey                   | Stati Uniti Beth Coats Joan Miller Smith Laurie Tavares Ntala Skinner               | Norvegia Ann-Elen Skjelbreid Åsle Idland Hildegunn Mikkelsplass Annette Sikveland |

Legenda:

IN = individuale

SP = sprint

RL = staffetta

TM = gara a squadre

### Classifiche

#### Generale
| Pos. | Nome                       | Nazione     | Punti |
| ---- | -------------------------- | ----------- | ----- |
| 1    | Svjatlana Paramyhina       | Bielorussia | 215   |
| 2    | Nathalie Santer            | Italia      | 204   |
| 3    | Anne Briand                | Francia     | 173   |
| 4    | Uschi Disl                 | Germania    | 167   |
| 5    | Nadežda Talanova           | Russia      | 138   |
| 6    | Simone Greiner-Petter-Memm | Germania    | 136   |
| 7    | Myriam Bédard              | Canada      | 134   |
| 8    | Véronique Claudel          | Francia     | 127   |
| 9    | Hildegunn Mikkelsplass     | Norvegia    | 121   |
| 10   | Petra Behle                | Germania    | 119   |

#### Individuale
| Pos. | Nome                       | Nazione     | Punti |
| ---- | -------------------------- | ----------- | ----- |
| 1    | Nathalie Santer            | Italia      | 100   |
| 2    | Svjatlana Paramyhina       | Bielorussia | 99    |
| 3    | Anne Briand                | Francia     | 97    |
| 4    | Uschi Disl                 | Germania    | 88    |
| 5    | Simone Greiner-Petter-Memm | Germania    | 80    |
| 5    | Petra Behle                | Germania    | 80    |

#### Sprint
| Pos. | Nome                 | Nazione     | Punti |
| ---- | -------------------- | ----------- | ----- |
| 1    | Svjatlana Paramyhina | Bielorussia | 116   |
| 2    | Nathalie Santer      | Italia      | 104   |
| 3    | Nadežda Talanova     | Russia      | 82    |
| 4    | Uschi Disl           | Germania    | 79    |
| 5    | Anne Briand          | Francia     | 76    |

#### Staffetta
| Pos. | Nazione   | Punti |
| ---- | --------- | ----- |
| 1    | Germania  | 116   |
| 2    | Norvegia  | 106   |
| 3    | Francia   | 104   |
| 4    | Russia    | 87    |
| 5    | Rep. Ceca | 85    |

#### Nazioni
| Pos. | Nazione   | Punti |
| ---- | --------- | ----- |
| 1    | Germania  | 3658  |
| 2    | Francia   | 3640  |
| 3    | Russia    | 3605  |
| 4    | Norvegia  | 3579  |
| 5    | Rep. Ceca | 3244  |